# Comunas de la ciudad de Buenos Aires

Mapa de las comunas de Buenos Aires.

Se denomina comunas a las unidades político administrativas en las que se divide la Ciudad Autónoma de Buenos Aires en Argentina. Según lo establece la ley orgánica n.º 1777 de 2005, aprobada por unanimidad de la Legislatura el 1 de septiembre de ese año. La Ciudad Autónoma de Buenos Aires se divide territorialmente y administrativamente en quince comunas. Esta división de segundo orden es, en muchos sentidos,[cita requerida][¿quién?] el equivalente a los Partidos de la vecina provincia de Buenos Aires y a los Departamentos del resto de las provincias de Argentina.
Las comunas son las unidades de gestión política y administrativa descentralizada de la ciudad, tienen competencia territorial, del patrimonio de su territorio y con personería jurídica propia. Cumplen además, una función electoral al momento de elegir funcionarios comunales y nacionales, reemplazando a las antiguas secciones electorales. Agrupan también a los barrios oficiales de la ciudad.
Fueron establecidas en 1996, al sancionarse la Constitución de la Ciudad de Buenos Aires, reglamentadas en 2005 a través de la Ley 1777 y sus límites fijados en 2008 por la Ley 2650.
Las elecciones previstas para las juntas comunales, que deben ser integradas por siete miembros cada una, se llevaron a cabo por primera vez el 10 de junio de 2011, siendo a partir de ahí llevadas a cabo cada 4 años, igual que las elecciones nacionales.

## Antecedentes históricos
Desde 1973 y hasta 1995, la ciudad capital federal de la República contó con órganos consultivos llamados concejos vecinales (suspendidos durante los períodos dictatoriales), con escasas competencias. Los cargos no eran remunerados.
Al convertirse en ciudad autónoma luego de la reforma constitucional de 1994, Buenos Aires inició un proceso político que culminó en la promulgación de la Constitución de la Ciudad de Buenos Aires en 1996. Recién entonces los porteños comenzaron a elegir al jefe del Gobierno de la Ciudad, que hasta ese entonces había sido un intendente designado directamente por el presidente de la Nación, sin intervención del voto popular. El antiguo concejo deliberante fue reemplazado por la Legislatura.
Dentro de un proceso de descentralización administrativa fueron creados los llamados Centro de Gestión y Participación (CGP), que según la Ley 1777 fueron remplazados por las comunas.

## Atribuciones
Las comunas:
- Elaboran sus propios planes de acción para el mantenimiento de los espacios verdes y de las vías de tránsito secundarias, así como otras acciones para la administración de su patrimonio y ejecución de su presupuesto anual.
- Evalúan las demandas y necesidades sociales y gestionan las políticas comunitarias.
- Implementan un sistema multidisciplinario de mediación para la resolución de conflictos.
- Convocan a audiencia pública para debatir asuntos de interés general y llaman a consultas populares no vinculantes.
- Su accionar no puede contradecir el interés general de la ciudad. Las comunas no pueden crear impuestos, tasas o contribuciones, ni tomar créditos.
- Los mandatos de los miembros de las juntas comunales son revocables por voto popular.

Asimismo, se creará un Consejo de Coordinación Intercomunal, para consensuar las políticas entre las comunas y el poder ejecutivo de la Ciudad Autónoma, presidido por el jefe de Gobierno o un funcionario con rango de secretario por él designado, e integrado por los presidentes de todas las juntas comunales.

## Lista de las comunas
Todas las comunas de la Ciudad Autónoma de Buenos Aires fueron creadas en 2005 y sus límites fueron fijados en 2008, a partir de la sanción de la Ley 1777.
| Comuna    | Población (2022) | Densidad hab/km² (2022) | Población (2010) | Superficie (km²) | Jefe comunal | Jefe comunal | Jefe comunal                | Barrios                                                                                        | Códigos INDEC: divisiones político-administrativas/ gobiernos locales |
| --------- | ---------------- | ----------------------- | ---------------- | ---------------- | ------------ | ------------ | --------------------------- | ---------------------------------------------------------------------------------------------- | --------------------------------------------------------------------- |
| Comuna 1  | 223 554          | 12 489,1                | 205 886          | 17,4             |              | PRO          | Lucas Portela Lacanette     | Ver barrios: - Retiro - San Nicolás - Puerto Madero - San Telmo - Monserrat - Constitución     | 02007/ 022007                                                         |
| Comuna 2  | 161 645          | 25 657,9                | 157 932          | 6,1              |              | PRO          | Agustín Federico Fox        | Ver barrio: - Recoleta                                                                         | 02014/ 022014                                                         |
| Comuna 3  | 196 240          | 30 662,5                | 187 537          | 6,4              |              | UCR          | Silvia Ruth Collin          | Ver barrios: - San Cristóbal - Balvanera                                                       | 02021/ 022021                                                         |
| Comuna 4  | 229 240          | 10 098,7                | 218 245          | 21,6             |              | UCR          | Silvia Mónica Millara       | Ver barrios: - La Boca - Barracas - Parque Patricios - Nueva Pompeya                           | 02028/ 022028                                                         |
| Comuna 5  | 194 271          | 28 995,7                | 179 005          | 6,7              |              | PRO          | Sebastián Perdomo Carricart | Ver barrios: - Almagro - Boedo                                                                 | 02035/ 022035                                                         |
| Comuna 6  | 203 043          | 29 426,5                | 176 076          | 6,8              |              | PRO          | Federico Ballán             | Ver barrio: - Caballito                                                                        | 02042/ 022042                                                         |
| Comuna 7  | 215 896          | 17 411,0                | 220 591          | 12,4             |              | UCR          | Iara Nahir Surt             | Ver barrios: - Flores - Parque Chacabuco                                                       | 02049/ 022049                                                         |
| Comuna 8  | 204 367          | 9083,0                  | 187 237          | 21,9             |              | PJ           | Lautaro Miguel Eviner       | Ver barrios: - Villa Soldati - Villa Riachuelo - Villa Lugano                                  | 02056/ 022056                                                         |
| Comuna 9  | 169 063          | 10 184,5                | 161 797          | 16,8             |              | PRO          | Maximiliano Mosquera        | Ver barrios: - Parque Avellaneda - Liniers - Mataderos                                         | 02063/ 022063                                                         |
| Comuna 10 | 173 004          | 13 730,5                | 166 022          | 12,7             |              | UCR          | Juan Manuel Oro             | Ver barrios: - Villa Real - Monte Castro - Versalles - Floresta - Vélez Sársfield - Villa Luro | 02070/ 022070                                                         |
| Comuna 11 | 204 601          | 14 510,7                | 189 832          | 14,1             |              | CP           | Nicolás Ezequiel Mainieri   | Ver barrios: - Villa Gral. Mitre - Villa Devoto - Villa del Parque - Villa Santa Rita          | 02077/ 022077                                                         |
| Comuna 12 | 236 887          | 15 088,3                | 200 116          | 15,6             |              | PRO          | Florencia Marcela Mattei    | Ver barrios: - Coghlan - Saavedra - Villa Urquiza - Villa Pueyrredón                           | 02084/ 022084                                                         |
| Comuna 13 | 264 385          | 17 625,7                | 231 331          | 14,6             |              | PRO          | Florencia Fabiana Scavino   | Ver barrios: - Belgrano - Núñez - Colegiales                                                   | 02091/ 022091                                                         |
| Comuna 14 | 248 635          | 15 637,4                | 225 970          | 15,8             |              | PRO          | Martín Cantera              | Ver barrio: - Palermo                                                                          | 02098/ 022098                                                         |
| Comuna 15 | 196 876          | 13 767,6                | 182 574          | 14,3             |              | PRO          | Agustín Rodríguez Ponti     | Ver barrios: - Chacarita - Villa Crespo - Paternal - Villa Ortúzar - Agronomía - Parque Chas   | 02105/ 022105                                                         |
| TOTAL     | 3,121,707        | 15,161.3                | 2,890,151        | 205.9            |              |              |                             |                                                                                                |                                                                       |